# Preda Mihăilescu
Preda V. Mihăilescu (Bucareste, 23 de maio de 1955) é um matemático romeno, conhecido por sua prova em 2002 da conjectura de Catalan, que permaneceu aberta durante 158 anos.

## Biografia
Nascido em Bucareste, irmão de Vintilă Mihăilescu.
Após deixar a Remênia em 1973, estabeleceu-se na Suíça. Estudou matemática e ciência da computação em Zurique, obtendo um doutorado no Instituto Federal de Tecnologia de Zurique em 1997, com a tese Cyclotomy of rings and primality testing, orientado por Erwin Engeler e Hendrik Willem Lenstra.
Durante diversos anos realizou pesquisas na Universidade de Paderborn, Alemanha. É desde 2005 professor na Universidade de Göttingen.

## Pesquisa
Em 2002 provou a conjectura de Catalan. Esta conjectura numérico-teórica, formulada pelo matemático franco-belga Eugène Charles Catalan em 1844, permaneceu sem provas durante 158 anos. A prova de Mihăilescu foi publicada no Crelle's Journal em 2004. 